# Sulmtalbahn
| |                      |                                         |                                         |
| Streckenlänge: | 24,768 km            |                                         |                                         |
| Spurweite: | 1435 mm (Normalspur) |                                         |                                         |
| |                      |                                         |                                         |
| \| \| \| von Spielfeld-Straß \| \| \| \| 0,000 \| Leibnitz \| 270 m ü. A. \| \| \| \| nach Graz \| \| \| \| 1,827 \| Kaindorf \| Kaindorf \| \| \| 5,062 \| Muggenau-Silberberg \| Muggenau-Silberberg \| \| \| 7,364 \| Heimschuh \| Heimschuh \| \| \| 12,000 \| Fresing \| Fresing \| \| \| 14,859 \| Maierhof (auch: Mayerhof) \| Maierhof (auch: Mayerhof) \| \| \| 18,806 \| Gleinstätten \| Gleinstätten \| \| \| 20,610 \| Prarath \| Prarath \| \| \| 21,954 \| Sankt Martin – Dietmannsdorf im Sulmtal \| Sankt Martin – Dietmannsdorf im Sulmtal \| \| \| \| von Lieboch \| \| \| \| 24,768 \| Pölfing-Brunn \| Pölfing-Brunn \| \| \| \| nach Wies-Eibiswald \| \| |                      |                                         |                                         |
| Strecke |                      | von Spielfeld-Straß                     | von Spielfeld-Straß                     |
| Bahnhof | 0,000                | Leibnitz                                | 270 m ü. A.                             |
| Abzweig ehemals geradeaus und nach rechts |                      | nach Graz                               | nach Graz                               |
| Haltepunkt / Haltestelle (Strecke außer Betrieb) | 1,827                | Kaindorf                                | Kaindorf                                |
| Haltepunkt / Haltestelle (Strecke außer Betrieb) | 5,062                | Muggenau-Silberberg                     | Muggenau-Silberberg                     |
| Haltepunkt / Haltestelle (Strecke außer Betrieb) | 7,364                | Heimschuh                               | Heimschuh                               |
| Haltepunkt / Haltestelle (Strecke außer Betrieb) | 12,000               | Fresing                                 | Fresing                                 |
| Haltepunkt / Haltestelle (Strecke außer Betrieb) | 14,859               | Maierhof (auch: Mayerhof)               | Maierhof (auch: Mayerhof)               |
| Kopfbahnhof Strecke bis hier außer Betrieb | 18,806               | Gleinstätten                            | Gleinstätten                            |
| ehemaliger Haltepunkt / Haltestelle | 20,610               | Prarath                                 | Prarath                                 |
| ehemaliger Haltepunkt / Haltestelle | 21,954               | Sankt Martin – Dietmannsdorf im Sulmtal | Sankt Martin – Dietmannsdorf im Sulmtal |
| Abzweig geradeaus und von rechts |                      | von Lieboch                             | von Lieboch                             |
| Haltepunkt / Haltestelle | 24,768               | Pölfing-Brunn                           | Pölfing-Brunn                           |
| Strecke |                      | nach Wies-Eibiswald                     | nach Wies-Eibiswald                     |

Die Sulmtalbahn war eine normalspurige Lokalbahn von Leibnitz nach Pölfing-Brunn in der Weststeiermark. Sie stellte eine Verbindung von der Südbahnstrecke im Murtal zur Wieserbahn der GKB her. Sie wurde von der Aktiengesellschaft der Sulmtalbahn errichtet, 1907 eröffnet und 1967 eingestellt.

## Geschichte

### Bau und Betrieb

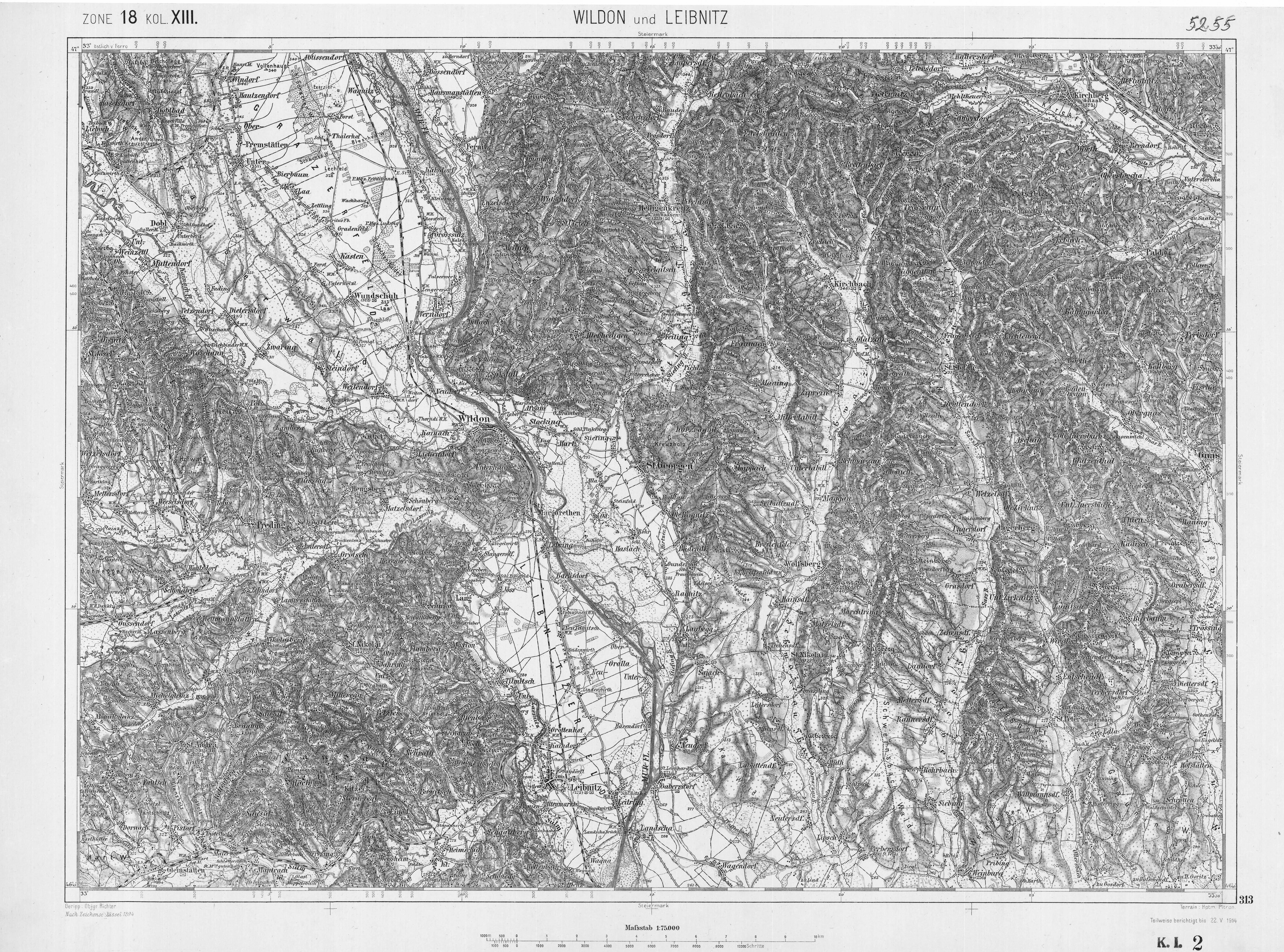
Die Strecke der Sulmtalbahn zwischen Leibnitz und Gleinstätten (links unten), Bearbeitung von 1910 (Franzisco-Josephinische Landesaufnahme).

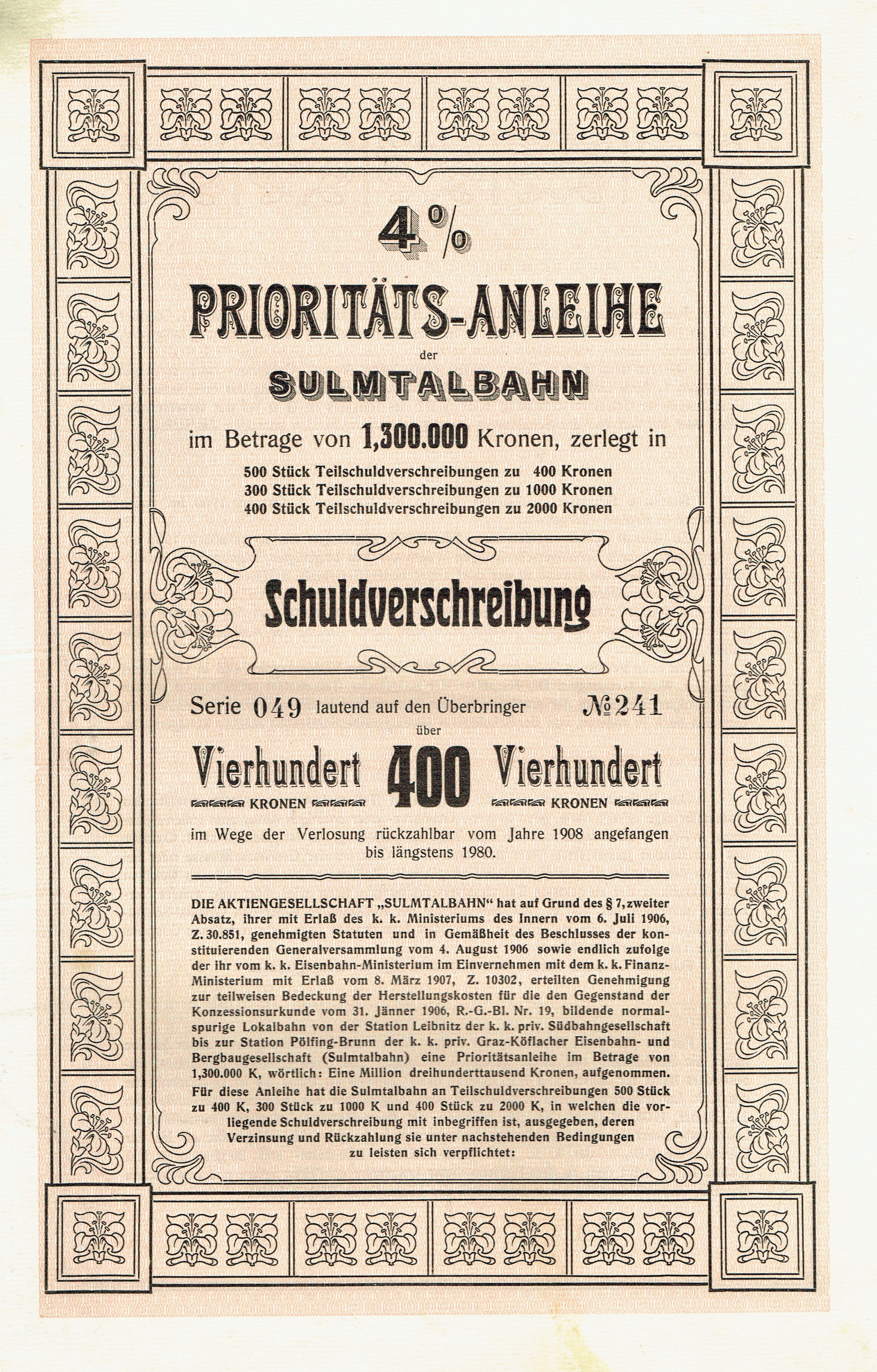
Schuldverschreibung über 400 Kronen der Sulmtalbahn vom 1. April 1907

Eine Konzession für eine Eisenbahnstrecke von Leibnitz über Wies nach Schwanberg und Eibiswald war bereits 1866 erteilt worden. Sie blieb aber ungenützt (die für Österreich verlorene Schlacht bei Königgrätz fand, nur wenige Tage nach Kundmachung der Konzession, am 3. Juli 1866 statt und bewirkte tiefgreifende wirtschaftliche Veränderungen). Mit dem Bau dieser Bahn wäre man der Errichtung der Wieserbahn durch die Graz-Köflacher Eisenbahn- und Bergbaugesellschaft um mehrere Jahre zuvorgekommen, die Frachten der Bergwerke und Industriebetriebe im Raum Wies-Eibiswald hätten über diese Linie die damalige Hauptverkehrsstrecke der Südbahn auf der wesentlich kürzeren Strecke nach Leibnitz erreichen können (ca. 28 km statt ca. 65 km über die Wieserbahn nach Graz). Die Wieserbahn erreichte ihre Endstation Wies-Eibiswald erst 1873. Nach den Planungen 1866 wäre die Strecke von Wies nach Steyeregg, die später von der GKB tatsächlich erbaut wurde, Teil der Trasse der Sulmtalbahn von Wies nach Schwanberg geworden.
Am 31. Jänner 1906 erhielten Karl Freiherr von Wucherer-Huldenfeld und Dr. Leopold Stramitzer eine Konzession zum Bau und Betrieb einer Lokalbahn von Leibnitz nach Pölfing-Brunn. Bereits am 11. März erfolgte in Leibnitz der Spatenstich. Die Ausführung des Baues wurde der Firma Albert Buss & Co. in Wien übertragen, eine Tochtergesellschaft der Schweizer Bauunternehmung Albert Buss & Cie. Die Südbahn-Gesellschaft übernahm am 26. April 1907 vertraglich die Betriebsführung auf der im Bau befindlichen Strecke, die am 13. Oktober feierlich eröffnet wurde.
Am 16. Juli 1909 entgleiste eine Lokomotive und mehrere Waggons. Über Verletzte wird nicht berichtet, jedoch ein Sabotageakt als Ursache genannt.
1917 musste wegen Kohlemangels im Ersten Weltkrieg der gesamte Verkehr für mehrere Monate eingestellt werden. Am 1. Jänner 1924 übernahmen die Österreichischen Bundesbahnen (BBÖ) nach der Liquidation der Südbahngesellschaft den Betrieb der Sulmtalbahn. Am 1. April 1930 übernahm diese Aufgabe die Graz-Köflacher Eisenbahn, die nun auch die Mehrheit der Aktien der Sulmtalbahn besaß. Ab 15. Mai 1930 führte die GKB die Sulmtalbahnzüge von Leibnitz bis nach Wies-Eibiswald.
Der einzige Bahnhof auf der Strecke, in dem Zugkreuzungen laut Fahrplan abgewickelt wurden, war der Bahnhof Fresing. Sicherungsanlagen und Signale waren dafür nicht vorhanden.

### Nachkriegszeit
1953 ersetzten Schienenbusse der Reihe VT 10 („Roter Blitz“) die bisherigen Dampflokzüge im Personenverkehr. Am 13. Oktober 1957 wurde das 50-Jahr Jubiläum der Sulmtalbahn unter großer Teilnahme der Bevölkerung festlich begangen.
Nach Ende der unmittelbaren Nachkriegszeit sanken infolge der allgemeinen Motorisierung die Beförderungszahlen vor allem im Personenverkehr. Der Frachtanfall im Güterverkehr ließ jedoch keinen Abwärtstrend erkennen, allerdings waren die Kohlenbergbaue des Einzugsgebietes der Bahn bereits in den Jahrzehnten davor eingeschränkt worden. Die Bahn war in erster Linie errichtet worden, um Kohle aus dem Wies-Eibiswalder Revier abzutransportieren. Noch Anfang 1967 wurden umfangreiche Erhaltungsarbeiten an den Gleisanlagen durchgeführt. Dennoch wurde am 27. Mai 1967 der Personenverkehr überraschend eingestellt; das Personal wurde erst drei Tage vorher informiert. Vorhandene Fracht wurde noch bis 31. Mai 1967 abgeführt. Im bereits gedruckten Fahrplanheft des Sommerfahrplans der GKB wurde mittels Einlageblatt über die Einstellung informiert.
Der 6,1 km lange Abschnitt zwischen Gleinstätten und Pölfing-Brunn blieb für zwei Betriebe als Anschlussbahn der Wieserbahn erhalten, die restliche Strecke wurde im Herbst 1976 abgetragen und die rund 1100 Tonnen Altschienen abtransportiert.
Heute wird ein Teil der ehemaligen Strecke als Radweg genutzt.

## Lokomotiven

Gruppenfoto mit Lok 2, vermutlich um 1907 im Bahnhof Pölfing-Brunn

Zur Erstausstattung des Fuhrparkes gehörten zwei von der Wiener Neustädter Lokomotivfabrik gelieferte Tenderlokomotiven der Südbahn-Reihe 32d. Nach der Übernahme des Betriebes durch die GKB kamen auch GKB-Maschinen anderer Reihen auf die Sulmtalbahn, unter anderem die an die GKB verkauften ehemaligen Wiener Stadtbahnlokomotiven der Reihe 30.
| Dampfloks der Sulmtalbahn | Dampfloks der Sulmtalbahn | Dampfloks der Sulmtalbahn | Dampfloks der Sulmtalbahn |
| Nummer                    | Bauart                    | Baujahr                   | Hersteller                |
| ------------------------- | ------------------------- | ------------------------- | ------------------------- |
| 1–2                       | C n2t                     | 1907                      | Wr. Neustadt              |

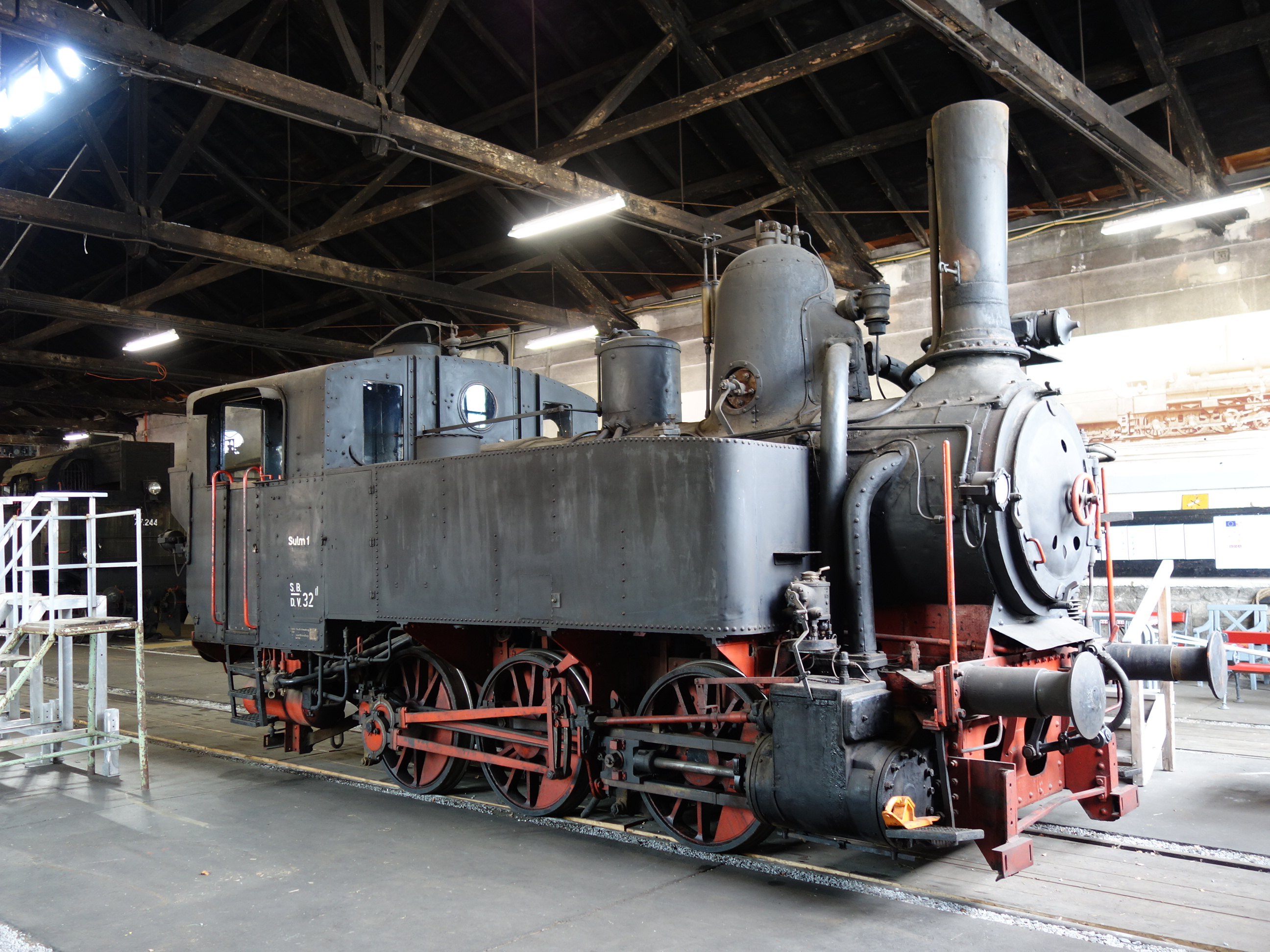
1 Sulm in Lienz

Die Lokomotive 1 Sulm ist als Exponat des Eisenbahnmuseums Lienz erhalten geblieben.